# オリバー・サンダーズ
オリバー・サンダーズ（Oliver Saunders、1986年3月23日 - ）は、イングランド出身のフィリピン人ラグビーユニオン選手。ポジションはスタンドオフ。

## 略歴
イギリス人の父とフィリピン人の母の間にイングランド生まれる。1994年にオーストラリアのシドニーに移住。かつてはラグビーリーグのノースシドニー・ベアーズに所属しジャージーフラッグカップに出場する等、ラグビーリーグとラグビーユニオンをいったりきたりしていた。
フィリピン代表でのトライのトップスコアラーである。4人の兄弟の内、次男のマット・サンダーズ、4男のベン・サンダーズもフィリピン代表に名を連ねる。2012年にマットと共にトップリーグのNTTコミュニケーションズシャイニングアークスに入団、2012-2013シーズンに在籍した。